# Jan IV (koptyjski patriarcha Aleksandrii)
Jan IV – patriarcha Koptyjskiego Kościoła Ortodoksyjnego od roku 776 do 799.